# Klínovec (rozhledna)
Klínovec je rozhledna při severovýchodním okraji katastrálního území města Jáchymov v Karlovarském kraji. Rozhledna stojí na stejnojmenném vrcholu (1244 metrů) Krušných hor ve vzdálenosti čtyř kilometrů od města Boží Dar. Jedná se o nejvýše položenou rozhlednu Krušných hor. Horský hotel Klínovec s rozhlednou je od 12. května 1992 chráněn jako kulturní památka.

## Historie
V roce 1817 postavilo město Jáchymov na vrcholu vyhlídkovou věž, která v roce 1868 shořela. Tuto první vyhlídkovou věž navštěvovali často i lázeňští hosté z Karlových Varů, odkud přijížděli kočáry taženými koňmi. V roce 1883 začal krušnohorský spolek z Jáchymova se stavbou kamenné rozhledny. Ta byla v srpnu následujícího roku pod názvem Kaiser-Franz-Josephs-Turm slavnostně otevřena. Počet návštěvníků rychle vzrůstal a například v roce 1885 vrchol navštívilo 6 000 lidí, z toho však jen 4 623 vystoupilo na věž, důvodem, jak popsal jeden ze současníků, byla především fyzická náročnost výstupu a velmi úzký prostor schodiště.
Kvůli silnému větru panujícímu téměř celoročně byla vrchní plošina rozhledny zastřešena, od roku 1888 ji kryla skleněná střecha. Vstupné v té době bylo deset krejcarů. S rozvojem turistiky bylo rozhodnuto o přístavbě sloužící k ubytování. Ta byla otevřena 18. srpna 1893. V provozu byla každoročně od 1. května do 30. září a mimo provizorního ubytování pro deset osob poskytovala i teplá a studená jídla. Spolu s přístavbou byla zřízena i stáj pro osm koní.

### 21. století
Původně se plánovala rozsáhlá rekonstrukce v letech 2004–2008, ale nedošlo k ní kvůli nedostatku financí. Obec Boží Dar (firma Služby Boží Dar), která objekt v roce 2003 koupila, získala v roce 2010 dotaci 1 milion euro. Při snahách o rekonstrukci se přišlo na fakt, že zdivo je v havarijním stavu a rekonstrukce postrádá smyslu. Věž byla po částech rozebrána a znovu postavena s využitím původního materiálu pouze s nejnutnějším doplněním. Rozhledna byla slavnostně znovuotevřena 28. října 2013. Stav ostatních objektů horského hotelu je havarijní. Za příznivého počasí je rozhledna otevřena denně od 9 do 17 hodin.

## Výhled
Z rozhledny lze pozorovat Fichtelberg, Krušné hory, Děčínský Sněžník, České středohoří, Doupovské hory, Tepelskou vrchovinu nebo Slavkovský les.